# Distrito de Delvinë
El distrito de Delvinë o distrito de Delvina (albanés: Rrethi i Delvinës) fue uno de los 36 distritos de Albania. Tiene una población de 10.859 habitantes (2006) incluida una sustancial comunidad griega. Tiene un área de 367 km². Se encuentra al sur del país y su capital es Delvina.